# Suffocating Under Words of Sorrow (What Can I Do)
Suffocating Under Words of Sorrow (What Can I Do) – drugi singel walijskiej metalocorowej grupy Bullet for My Valentine, pochodzący z jej debiutanckiego albumu The Poison. Został on wydany 19 września 2005 poprzez wytwórnię muzyczną Visible Noise Records na terenie Wielkiej Brytanii. Singel ten wszedł do rankingu Top 40 UK, zajmując miejsce #37.
Singel został wydany w trzech różnych postaciach, jedna wersja CD oraz dwie wersje na siedmiocalowych winylach. Dwa z nich zawierają jedną piosenkę pochodzącą z debiutanckiego albumu The Poison w wersji live.
Piosenka ta występuje również na soundtracku do filmu Piła III.

## Lista utworów
Suffocating Under Words of Sorrow (What Can I Do) CD1 (Czerwona okładka)
1. Suffocating Under Words of Sorrow (What Can I Do)
2. Spit You Out  (Na żywo z Cardiff, Barfly)

Suffocating Under Words of Sorrow (What Can I Do) 7" 1 (Niebieska okładka)
1. Suffocating Under Words of Sorrow (What Can I Do)
2. Room 409'  (Na żywo z Cardiff, Barfly)

Suffocating Under Words of Sorrow (What Can I Do) 7" 2 (Zielona okładka)
1. Suffocating Under Words of Sorrow (What Can I Do)

## Twórcy
- Matthew „Matt” Tuck – śpiew, gitara
- Michael „Padge” Padget – gitara, wokal wspierający
- Jason „Jay” James – gitara basowa, wokal wspierający
- Michael „Moose” Thomas – perkusja